# Pedostrangalia quadrimaculata
Pedostrangalia quadrimaculata là một loài bọ cánh cứng trong họ Cerambycidae.